# Bertring
Bertring (deutsch Bertringen) ist ein Ortsteil der französischen Gemeinde Grostenquin (Großtänchen) im Département Moselle in der Region Grand Est (bis 2015 Lothringen).

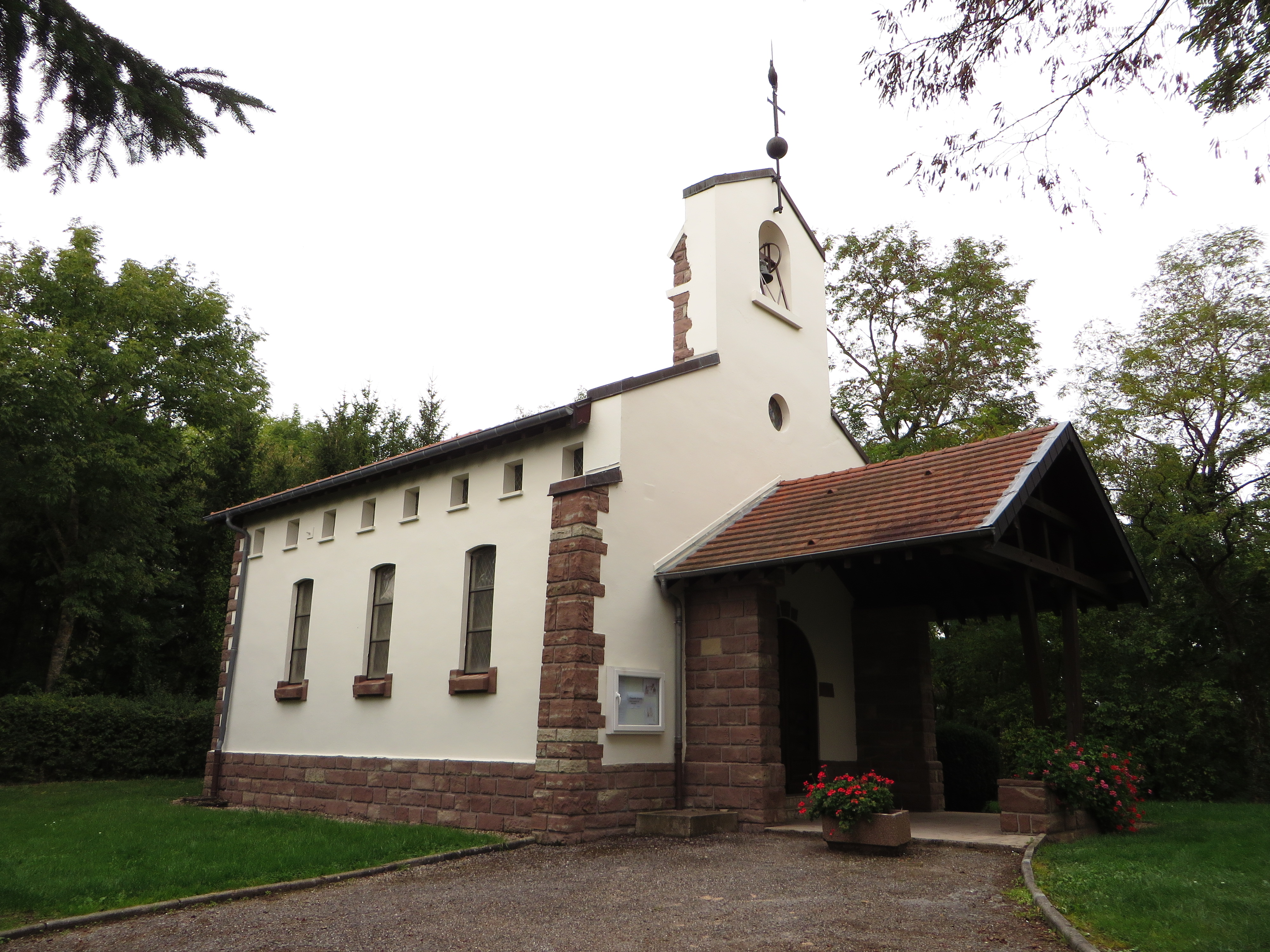
Kapelle St. Blasisus (Saint-Blaise)

## Geographie
Die Ortschaft liegt in Lothringen, 55 Kilometer ostsüdöstlich von Metz, 32 Kilometer südwestlich von Forbach und einen Kilometer südwestlich des Ortskerns von Großtänchen.

## Geschichte
Ältere Ortsbezeichnungen sind Berteringe (12. Jh.), Bertrenges (1472), Bertringen (1664–1665), Bertringue (1756). Die Ortschaft gehörte früher zum Bistum Metz und im 18. Jahrhundert zur Kastellanei Hingsingen im Heiligen Römischen Reich.
Durch den Frankfurter Frieden vom 10. Mai 1871 kam das Gebiet an das deutsche Reichsland Elsaß-Lothringen, und das Dorf wurde dem Kreis Forbach im Bezirk Lothringen zugeordnet. Die Dorfbewohner betrieben Getreidebau und Viehzucht.
Nach dem Ersten Weltkrieg musste die Region aufgrund der Bestimmungen des Versailler Vertrags 1919 an Frankreich abgetreten werden. Im Zweiten Weltkrieg war das Gebiet von der deutschen Wehrmacht besetzt, und der Ort stand bis 1944 unter deutscher Verwaltung.
Die bis dahin eigenständige Gemeinde wurde 1960 nach Grostenquin (Großtänchen) eingemeindet.